# Добарлау (Ковасна)
Добарлау (рум. Dobârlău) насеље је у Румунији у округу Ковасна у општини Добарлау. Oпштина се налази на надморској висини од 610 m.

## Историја
Према државном шематизму православног клира Угарске 1846. године у месту је живело 60 породица, из још 5 припадајућих филијарних из Сент Кираља. Православни парох је био поп Јован Поповић.

## Становништво
Према подацима из 2002. године у насељу је живело 2330 становника.

### Попис2002.
| Расподела становништва по националности 2002.‍ | Расподела становништва по националности 2002.‍ | Расподела становништва по националности 2002.‍ | Расподела становништва по националности 2002.‍ | Расподела становништва по националности 2002.‍ |
| --------------------------------------------- | --------------------------------------------- | --------------------------------------------- | --------------------------------------------- | --------------------------------------------- |
|                                               |                                               |                                               |                                               |                                               |
| Румуни                                        | Румуни                                        |                                               | 2.322                                         | 99,7%                                         |
| Мађари                                        | Мађари                                        |                                               | 8                                             | 0,3%                                          |

### Хронологија
| Година       | 1992 | 1993 | 1994 | 1995 | 1996 | 1997 | 1998 | 1999 | 2000 | 2001 | 2002 | 2003 | 2004 | 2005 | 2006 | 2007 | 2008 | 2009 | 2010 | 2011 | 2012 | 2013 | 2014 | 2015 | 2016 | 2017 |
| ------------ | ---- | ---- | ---- | ---- | ---- | ---- | ---- | ---- | ---- | ---- | ---- | ---- | ---- | ---- | ---- | ---- | ---- | ---- | ---- | ---- | ---- | ---- | ---- | ---- | ---- | ---- |
| Становништво | 2348 | 2319 | 2305 | 2328 | 2331 | 2325 | 2312 | 2292 | 2281 | 2305 | 2311 | 2311 | 2305 | 2293 | 2276 | 2265 | 2241 | 2213 | 2191 | 2166 | 2177 | 2182 | 2185 | 2188 | 2206 | 2187 |